# Lniczka
Lniczka, chenorinum, orant (Chaenorhinum) – rodzaj roślin z rodziny babkowatych. Obejmuje ok. 21–27 gatunków. Występują one w Europie, północnej Afryce i południowo-zachodniej Azji. Rodzaj ma dwa centra zróżnicowania – jedno stanowi Półwysep Iberyjski, a drugie obszar Azji Mniejszej i dalej na wschód rozciągające się stepy sięgające po Iran i Afganistan. W Polsce dziko rośnie tylko lniczka mała Ch. minus. Rośliny tego rodzaju bywają chwastami w uprawach, niektóre uprawiane są jako ozdobne.

## Morfologia
Rośliny zielne podobne tych z rodzaju lnica, ale o kwiatach wyrastających pojedynczo w kątach liści. Działki kielicha nierównej długości. Korona kwiatu zrośnięta w krótką rurkę, na końcu dwuwargowa, ale gardziel korony nie jest całkowicie zamknięta. Owoce to dwukomorowe, asymetryczne torebki zawierające liczne, klinowate lub jajowate nasiona.

## Systematyka
Wykaz gatunków
- Chaenorhinum calycinum (Banks & Sol.) P.H.Davis
- Chaenorhinum cryptarum (Boiss. & Hausskn.) P.H.Davis
- Chaenorhinum flexuosum (Desf.) Lange
- Chaenorhinum foroughii Speta
- Chaenorhinum gamezii Güemes, F.Marchal, E.Carrió & Blasco
- Chaenorhinum glareosum (Boiss.) Willk. – lniczka hiszpańska
- Chaenorhinum grandiflorum (Coss.) Willk.
- Chaenorhinum grossecostatum Speta
- Chaenorhinum huber-morathii P.H.Davis
- Chaenorhinum johnstonii (Stapf) Pennell
- Chaenorhinum litorale (Bernh. ex Willd.) Rouy
- Chaenorhinum macropodum (Boiss. & Reut.) Lange
- Chaenorhinum minus (L.) Lange – lniczka mała
- Chaenorhinum origanifolium  (L.) Kostel. – lniczka obiedkowata
- Chaenorhinum raveyi (Boiss.) Pau
- Chaenorhinum reticulatum Speta
- Chaenorhinum robustum Loscos
- Chaenorhinum rubrifolium (Robert & Castagne ex DC.) Fourr.
- Chaenorhinum rupestre (Guss.) Speta
- Chaenorhinum semiglabrum (Loidi & A.Galán) Alejandre, Arizal. & J.Benito
- Chaenorhinum semispeluncarum Yildirim, Kit Tan, Senol & Pirhan
- Chaenorhinum serpyllifolium (Lange) Lange
- Chaenorhinum suttonii Benedí & P.Monts.
- Chaenorhinum tenellum (Cav.) Lange
- Chaenorhinum tuberculatum Speta
- Chaenorhinum villosum (L.) Lange
- Chaenorhinum yildirimlii Kit Tan, Yildirim, Senol & Pirhan